# NGC 1628
NGC 1628 (również PGC 15674) – galaktyka spiralna (Sb), znajdująca się w gwiazdozbiorze Erydanu. Odkrył ją Lewis A. Swift 22 grudnia 1886 roku.